# РК Мешков Брест
РК Мешков Брест (блр. Брестский гандбольный клуб Мешков) је белоруски рукометни клуб из Бреста. Клуб је основан 2002. године и тренутно се такмичи у Првој лиги Белорусије, регионалној СЕХА лиги и Лиги шампиона.
Клуб је добио име по Анатолију Петровичу Мешкову, спортском раднику и човеку који је имао велику улогу у развоју рукомета у Белорусији. Своје утакмице игра у хали Универзалног спортског комплекса Викторија, која има капацитет од 3.740 места.

## Успеси
- Прва лига Белорусије
  - Првак (8) : 2003/04, 2004/05, 2005/06, 2006/07, 2007/08, 2013/14, 2014/15, 2015/16.
  - Вицепрвак (5) : 2002/03, 2008/09, 2009/10, 2010/11, 2011/12.

- Куп Белорусије
  - Освајач (9) : 2003/04, 2004/05, 2006/07, 2007/08, 2008/09, 2010/11, 2013/14, 2014/15, 2015/16.
  - Финалиста (5) : 2002/03, 2005/06, 2009/10, 2011/12, 2012/13.

- Дупла круна (7) : 2003/04, 2004/05, 2006/07, 2007/08, 2013/14, 2014/15, 2015/16.

- СЕХА лига
  - Вицепрвак (2) : 2013/14, 2014/15.

- Балтичка лига
  - Вицепрвак (2) : 2006/07, 2007/08.

- Лига шампиона
  - Осмина финала (2) : 2015/16, 2016/17.
  - Групна фаза (5) : 2004/05, 2005/06, 2006/07, 2007/08, 2014/15.